# Sin City (estúdio)
Sin City é uma produtora de filmes pornográficos americana. A empresa é propriedade de David Sturman, e seu filho Jared é o gerente geral. Em 2007, assinou um contrato de exclusividade de dois anos com Tory Lane para atuar em filmes e dirigir. Em maio de 2008 foi anunciado que ela tinha cancelado o contrato.

## Prêmios
A seguir está uma seleção de grandes prêmios que os filmes da Sin City ganharam:
- 1996: AVN Awards – Best Gangbang Tape – 30 Men for Sandy[4]
- 2001: AVN Awards – Best Film – Watchers[4]
- 2008: AVN Awards – Best Continuing Video Series – Dementia[4]